# Bavarese (bevanda)

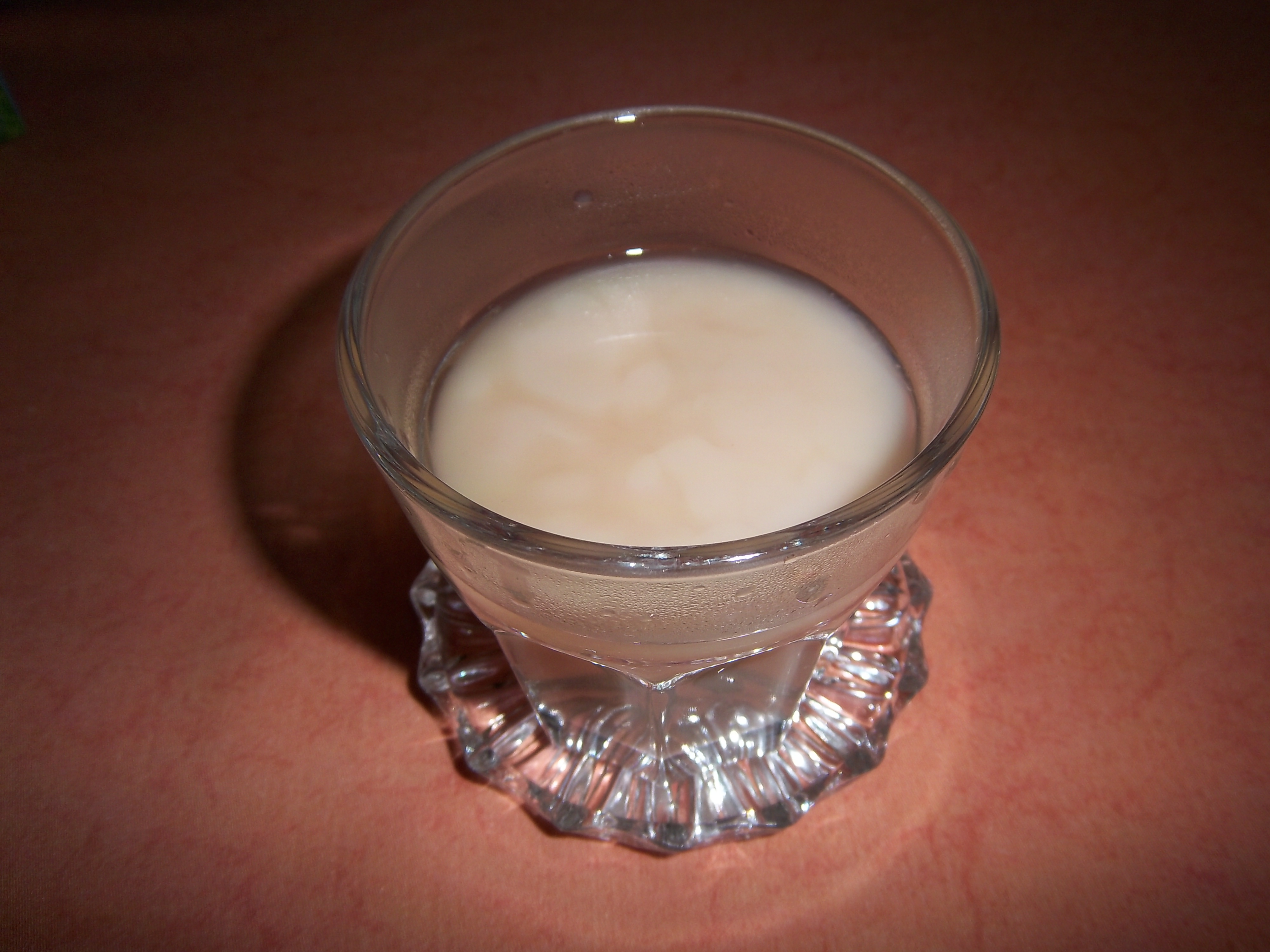
Bavarese

La bavarese è una bevanda tipica della Francia diffusa in tutte le zone d'oltralpe. 

## Descrizione
È un mangia e bevi, servito solitamente caldo, preparato con tè, latte e liquore. Si ritiene sia stato introdotto verso i primi del settecento dai cuochi francesi al servizio dei Wittelsbach, casa regnante di Baviera, da ciò ne derivò il nome con cui il prodotto è conosciuto.
Il cuoco siciliano Procopio Coltelli contribuì a diffonderne e lanciarne il consumo a Parigi grazie al suo famosissimo Café Procope, nato nel 1686.
Dalla bevanda si originò, all'inizio dell'ottocento una famiglia di budini chiamati sempre bavarois, bavarese in Italia.